# Delaplaine
Delaplaine – miasto w Stanach Zjednoczonych, w stanie Arkansas, w hrabstwie Greene.